# Sylvia Harris

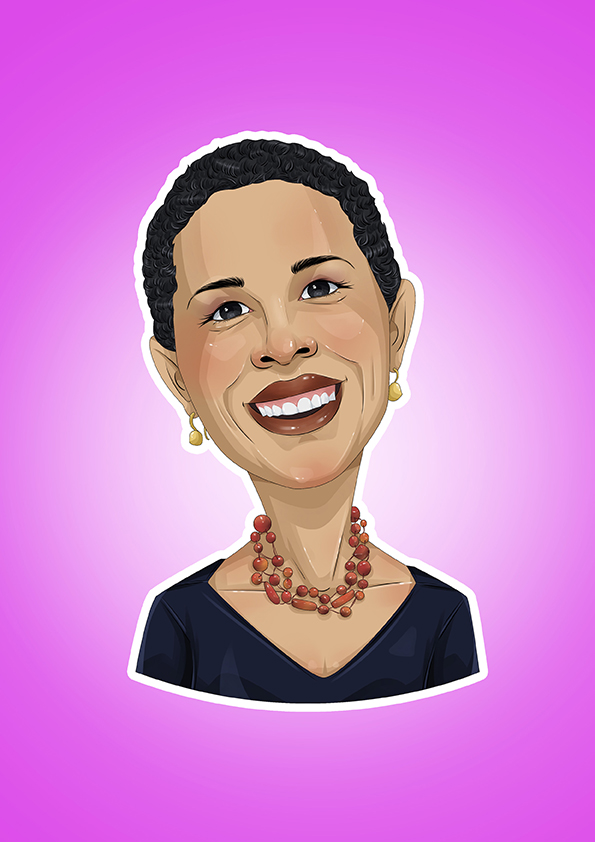
Darstellung von Sylvia Harris

Sylvia Harris (* 1953 in Richmond; † 24. Juli 2011 in Washington, D.C.) war eine US-amerikanische Grafikdesignerin und Kunsterzieherin.

## Leben
Harris studierte communication art und design an der Virginia Commonwealth University in Richmond und zog nach Boston, um bei dem öffentlich-rechtlichen Fernsehsender zu arbeiten. Nach dem Bachelorabschluss 1975 machte sie 1980 den Master of Fine Arts in Yale. Zuvor wurde sie unter Leitung von Walter Gropius bei The Architects Collaborative (TAC) und in dem Architekturbüro Skidmore, Owings and Merrill ausgebildet.  1980 gründete sie Two Twelve Associates zusammen mit Juanita Dugdale und David Gipson, ihre erste Beratungsfirma für Grafikdesign. Sie unterrichtete an der Purchase College State University in New York sowie im Grafikdesign-Programm von Yale, ebenso war sie als Gastdozentin an verschiedenen Museen und Universitäten tätig. 1994 gründete sie die Firma, Sylvia Harris, LLC, wo sie Kunden bei der Gestaltung öffentlicher Informationssysteme beriet. Sie gründete  Citizen Research & Design, um mit den  Möglichkeiten des Grafikdesigns die öffentliche Kommunikation zu verbessern. Bekannt ist sie auch für ihre Arbeit im Central Park Zoo in New York, dem Design des United States Census Bureaus, Census 2000, ihre Briefmarkenentwürfe und als Mitbegründerin der Public Policy LAB. Sie war mit Gary Singer verheiratet, mit dem sie eine Tochter hat. Ihr zu Ehren wird der Sylvia Harris Citizen Design Award verliehen.

## Auszeichnungen
- 2014: AIGA Medal